# Temperak
Temperak is een bestuurslaag in het regentschap Rembang van de provincie Midden-Java, Indonesië. Temperak telt 2328 inwoners (volkstelling 2010).